# Erika Strobl
Erika Strobl (* 4. April 1961 in Wien) ist eine österreichische Gitarristin. Sie lebt in Osaka, Japan.
Das Konzertdiplom erlangte Erika Strobl am Konservatorium der Stadt Wien. 1987 gewann sie den 2. Preis des Internationalen Wettbewerbs für Gitarre in Tokio.
Erika Strobl konzertiert regelmäßig in Asien und Europa mit verschiedenen Ensembles und Orchestern, u. a. mit dem Radiosymphonieorchester Brno (Uraufführung v. T. Svetes Requiemin, Prag) und dem Austrian Cecilia Ensemble (Wiener Konzerthaus). Sie organisierte die Traunsteiner Sommerkurse für Gitarre und gründete die Melker Meisterkurse (Gitarre, Mandoline, Klavier). 
Gemeinsam mit Kazufumi Matsunaga bildet sie das Duo Pino Eterna.

## Diskographie
- concierto de samba (Duo Erika Strobl und Kazufumi Matsunaga gemeinsam mit Shin-ichi Fukuda)
- Cavatina Pino Eterna
- Italian Concierto Pino Eterna
- Guitar  Guitar
- Danza Espanola (Shunsuke Fujimura - Cello, Erika Strobl - Guitar)